# Часткове резервування депозитів
Часткове резервування депозитів (англ. fractional-reserve banking) — система комерційного банківництва, за якої лише частина вкладів йде до резервів, а решта надається у позику, що дає можливість збільшувати пропозицію грошей (або, іншими словами, здійснювати безготівкову кредитну грошову емісію).
Резервами називаються внесені в банк вклади, на які не надано позики. Резерви, це частина депозитів, яку банки зберігають у центральному банку у вигляді обов'язкових резервів.
Кількість створених банківських грошей ({\displaystyle \mu _{m}}) дорівнює оберненій нормі резервування ({\displaystyle rr}):
{\displaystyle \mu _{m}={\frac {1}{rr}}}
У випадку повного резервування банки не мають можливості кредитувати за рахунок поточних залишків.

## Вільний ринок
В умовах вільної конкуренції, без підтримки з боку держави, банки матимуть обмежені можливості для часткового резервування, та будуть вимушені тримати істотну частину депозитів у резерві. Банки можуть створювати картелі для взаємної підтримки, але в умовах вільного ринку, без примусу з боку держави приватних банків до участі в картелі вони не матимуть істотного впливу.